# Hinkelien Schreuder
Hinkelien Schreuder (13 de febrero de 1984) es una nadadora de estilo mariposa, estilo libre y espalda de los Países Bajos, que también compitió en los eventos medley. Actualmente vive en Eindhoven, donde estudia fisioterapia, y se entrena en el mismo club que la campeona olímpica múltiple Pieter van den Hoogenband, donde actualmente se entrena bajo la dirección del excampeón mundial Marcel Wouda. Schreuder ganó la medalla de oro olímpica en el relevo de estilo libre 4 × 100 en los Juegos Olímpicos de 2008 en Pekín, y un bronce en el mismo evento en los Juegos Olímpicos de Verano de 2012.

## Mejores personales
| Curso corto             | Curso corto | Curso corto | Curso corto             |
| Evento                  | Tiempo      | Fecha       | Lugar                   |
| ----------------------- | ----------- | ----------- | ----------------------- |
| 50 m estilo libre       | 23.72       | 2008-12-14  | Rijeka, Croacia         |
| 100 m estilo libre      | 52.88       | 2008-12-19  | Ámsterdam, Países Bajos |
| 50 m estilo espalda     | NR 26.32    | 2009-12-12  | Istanbul, Turquía       |
| 100 m estilo espalda    | ex NR 58.64 | 2008-12-21  | Ámsterdam, Países Bajos |
| 200 m estilo espalda    | 2:10.29     | 2005-12-18  | Ámsterdam, Países Bajos |
| 50 m estilo mariposa    | ex ER 25.21 | 2008-12-12  | Rijeka, Croacia         |
| 100 m estilo mariposa   | 57.90       | 2008-12-20  | Ámsterdam, Países Bajos |
| 100 m mezcla individual | ex WR 57.74 | 2009-11-15  | Berlín, Alemania        |

| Curso largo           | Curso largo | Curso largo | Curso largo             |
| Evento                | Tiempo      | Fecha       | Lugar                   |
| --------------------- | ----------- | ----------- | ----------------------- |
| 50 m estilo libre     | 24.45       | 2008-12-05  | Eindhoven, Países Bajos |
| 100 m estilo libre    | 54.59       | 2008-03-19  | Eindhoven, Países Bajos |
| 50 m estilo espalda   | 28.18       | 2009-04-16  | Ámsterdam, Países Bajos |
| 100 m estilo espalda  | 1:02.79     | 2008-03-20  | Eindhoven, Países Bajos |
| 50 m estilo mariposa  | 25.98       | 2009-04-19  | Ámsterdam, Países Bajos |
| 100 m estilo mariposa | 59.40       | 2008-12-05  | Eindhoven, Países Bajos |